# 1986
Cette page concerne l'année 1986 (MCMLXXXVI en chiffres romains) du calendrier grégorien.  Pour le nombre 1986, voir 1986 (nombre).
L'année 1986 est une année commune qui commence un mercredi.

## En bref
- 14 janvier : décès de Daniel Balavoine, avec quatre autres personnes, dans un accident d'hélicoptère alors qu'il survolait le désert malien.
- 28 janvier : la navette spatiale américaine Challenger (OV-099) se désintégre à 14 km d'altitude  tuant sept personnes.
- 9 février : passage de la comète de Halley[1].
- 25 février : fin de la dictature de Ferdinand Marcos aux Philippines.
- 15 avril : bombardement de la Libye par les États-Unis.
- 26 avril : catastrophe de Tchernobyl[2]. Accident nucléaire majeur en URSS avec des retombées mondiales. Le jour même se déroule le mariage de Schwarzenegger et Maria Shriver.
- 19 juin : décès de Coluche dans un accident de moto près de Grasse.
- Juillet : le baril de pétrole descend pour la première fois sous les 10 dollars. C’est le « contre-choc pétrolier » lié à l’ouverture des vannes effectuée par l’Arabie saoudite[3]
- 13 novembre : décès de Thierry Le Luron.

## Relations internationales
- 18 janvier : reprise des négociations américano-soviétiques sur les euromissiles interrompues depuis 1980[2].
- 4-6 mai : sommet du G7 à Tokyo[4].
- 15 septembre : début à Punta del Este de l’Uruguay Round dans le cadre du GATT[5].

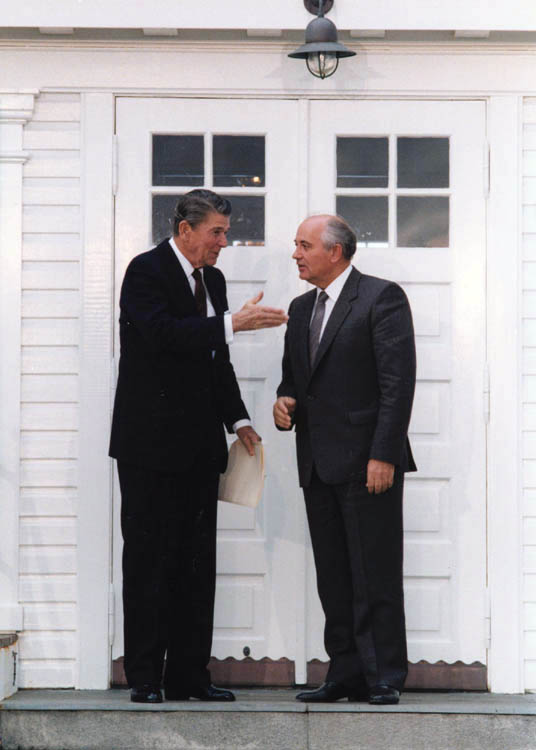
11-12 octobre : Gorbatchev et Reagan au sommet de Reykjavik

- 11-12 octobre : Gorbatchev rencontre Reagan à Reykjavik et échange avec lui de nouvelles propositions de réduction des armements[2]. Les négociations achoppent sur la demande soviétique de limiter la recherche et les essais de l’Initiative de défense stratégique (IDS).
- 13 octobre : le prix Nobel de la paix est attribué à Elie Wiesel[6].
- 27 octobre : journée mondiale de prière ; le pape Jean-Paul II réunit à Assise les représentants de toutes les religions, en un « sommet » en faveur de la paix et de la fraternité universelle. Cette journée est la première d’une série de rencontres interreligieuses connues sous le nom de rencontres d’Assise[7].
- 21 novembre : la Charte d’Ottawa pour la promotion de la santé est établie à l’issue de la première Conférence internationale sur la promotion de la santé, Ottawa (Canada) (du 17 au 21 novembre 1986)[8].
- 28 novembre : les États-Unis cessent de respecter les accords SALT II en mettant en service un nouveau B-52 équipé de missiles de croisière[9].

## Événements

### Afrique
- 6 janvier : la Constitution du Liberia entre en vigueur[10].
- 29 janvier : Yoweri Museveni, chef de l’armée nationale de résistance (NRA) accède à la présidence de la république de l’Ouganda en proie à la guerre civile après sa victoire militaire et la prise de Kampala le 26 janvier[11].

- 13-14 février, Tchad : opération Épervier après le franchissement du 16e parallèle par les forces armées de la Libye au nord du Tchad[12].
- 16 février : bombardement aérien de l’aéroport de Ouadi-Doum, dans le désert tchadien, par des Jaguar français partis de Bangui[12].

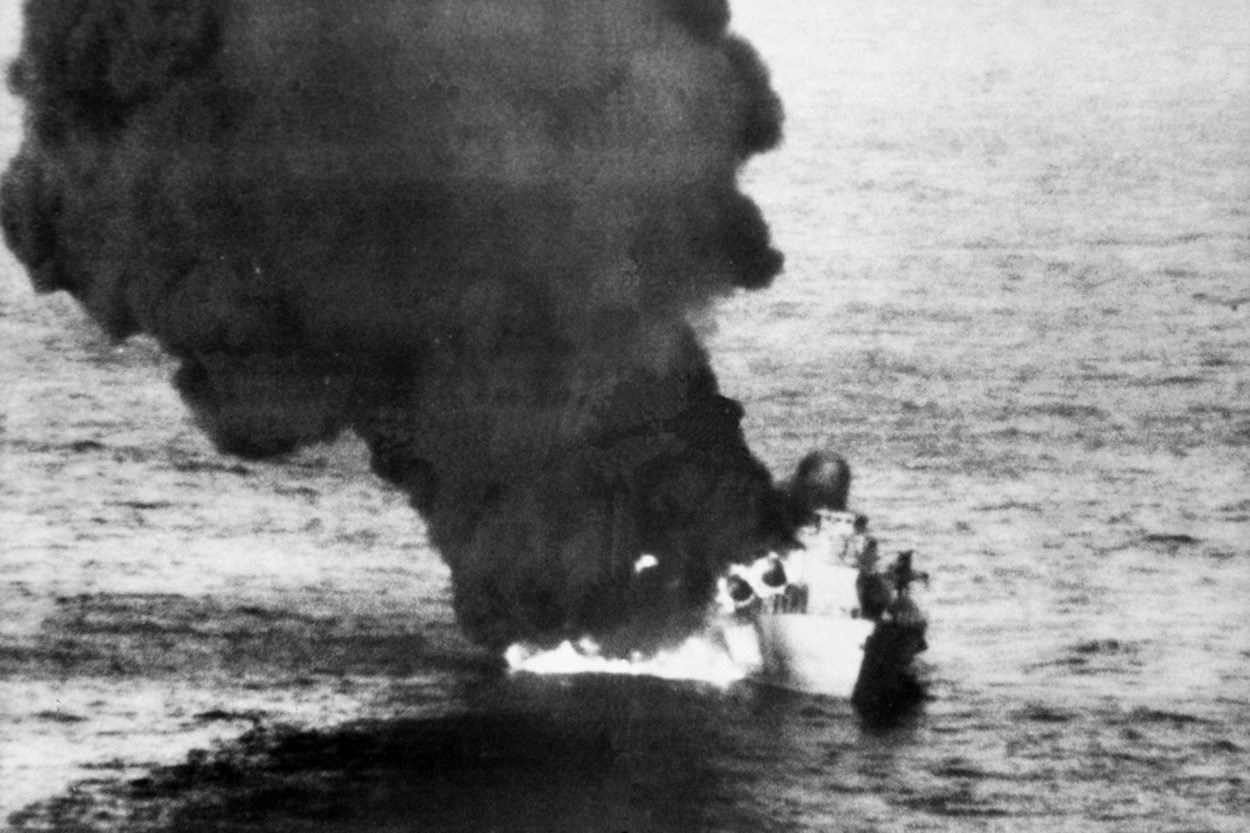
24 mars : une corvette libyenne brûle dans le golfe de Syrte lors de l'opération Prairie Fire.

- 24-25 mars : affrontement aérien américano-libyen dans le golfe de Syrte[13].

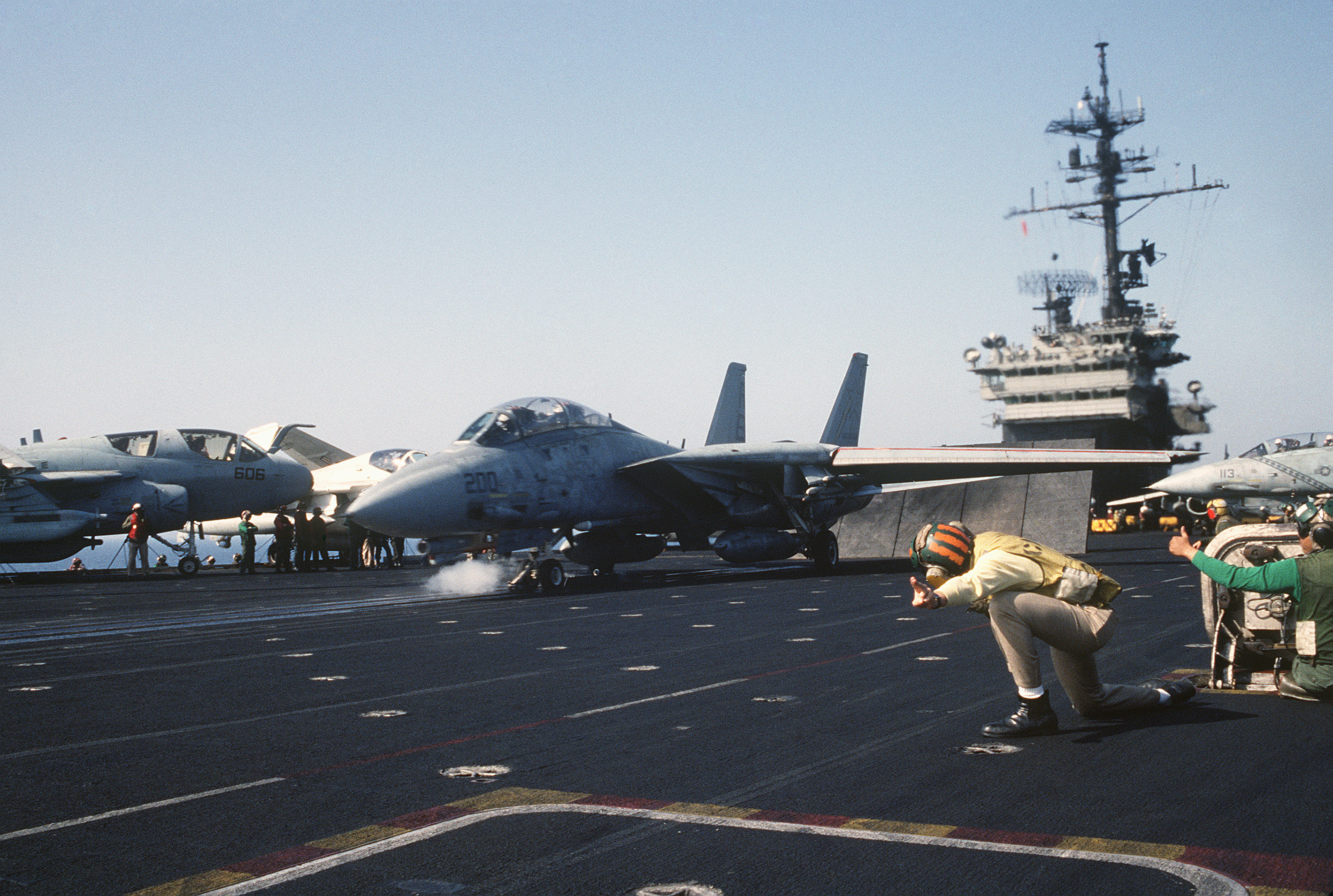
15 avril : opération El Dorado Canyon.

- 15 avril : raid massif de l’aviation américaine sur Tripoli et Benghazi en Libye en représailles d’activités terroristes. Le bombardement fait une centaine de victimes selon des diplomates en place à Tripoli. Le domicile de Kadhafi est visé et une de ses filles adoptives est tuée[14].

- 6 mai : Sadeq al-Mahdi devient Premier ministre au Soudan. Il est renversé le 30 juin 1989 par le général Omar el-Béchir à la suite de son alliance avec les intégristes musulmans[15].
- 12 juin : état d’urgence en Afrique du Sud. Négociation entre l’ANC et le régime sud-africain[16]. Le rapport du groupe de sept personnalités éminentes, présenté au Commonwealth à Londres du 4 au 7 juin conclut au maintien des sanctions contre l’apartheid[17].

- 8 juillet : en Tunisie, le président Bourguiba destitue son premier ministre Mohamed Mzali, remplacé par Rachid Sfar[18].

- 21 août : un énorme volume de gaz CO2 s’échappe des eaux profondes du lac Nyos (Cameroun) et se déverse dans la vallée sur plus de 30 km tuant plus de 1 700 personnes et des centaines d’animaux[19].

- 18 octobre : la France expulse par charter 101 Maliens[20].
- 19 octobre : mort du président du Mozambique Samora Machel dans un accident d’avion à Mbuzini, en territoire sud-africain[21].

- 6 novembre : Joaquim Chissano, président du Mozambique[22] (fin en 2005).
- 9 novembre : Omar Bongo est réélu président du Gabon[23].

- 8-11 décembre : émeutes de la faim en Zambie. Le 11, le Président Kenneth Kaunda annule les hausses du prix de la farine de maïs après quatre jours d’émeute dans la province de Copperbelt[24].
- 22 décembre : jugement de la Cour internationale de justice partageant la bande d’Agacher entre le Burkina Faso et le Mali un an après la courte guerre entre les deux pays[25].

### Amérique
- 14 janvier : Marco Vinicio Cerezo Arévalo, neveu de l’ancien président Juan José Arévalo Bermejo, président du Guatemala (fin le 14 janvier 1991)[26]. Le régime démocratique se heurte à la puissance des militaires, soutenus par les principaux propriétaires terriens du pays.
- 27 janvier : José Azcona del Hoyo devient président du Honduras[26].

- 28 janvier : explosion de la navette spatiale Challenger au-dessus du pas de tir 39B de Cap Canaveral[27].

- 2 février : Óscar Arias Sánchez est élu président de la République du Costa Rica[28].

7 février : exil de Jean-Claude Duvalier.

- 7 février : en Haïti, le dictateur Jean-Claude Duvalier dit « Baby Doc » est contraint au départ. Une brève période de démocratie s’installe. Henri Namphy préside un « Conseil national de gouvernement » de cinq membres chargés d’assurer la transition démocratique (fin en 1988)[29].

- 28 février, Brésil : José Sarney annonce le Plan Cruzado pour redresser l’économie en éliminant l’inflation. Une nouvelle monnaie, le cruzado, est créée, qui remplace le cruzeiro. Les prix des loyers sont gelés, les salaires et les taux de change sont stabilisés et les mécanismes d’indexation sont supprimés. Mais son application fait naître de nouveaux problèmes : la relance de la consommation fait augmenter les importations, donc l’inflation. Elle diminue dans un premier temps avant de rebondir à des niveaux supérieurs d’avant la réforme (elle atteint 1 000  % en 1989). Le Président allonge les délais d’exécution de son plan, ce qui entraîne son échec[30],[31].

- 2 mai - 13 octobre : expo 86 à Vancouver (Canada)[32].

- 24-25 mai : premier sommet pour la paix d’Esquipulas des dirigeants centraméricains convoqués par le président guatémaltèque Vinicio Cerezo, qui cherche à sortir son pays de l’isolement[33].
- 25 mai : Virgilio Barco Vargas est élu président de Colombie[28].

- 2 juillet : Caso Quemados ; deux jeunes opposants au régime de Pinochet sont brulés vifs par des militaires à Santiago, au Chili[34].

- 12-18 août : l’ouragan Charley ravage la côte est des États-Unis[35].
- 28 août : Víctor Paz Estenssoro décrète l’état de siège en Bolivie face aux manifestations de travailleurs[28].

- 7 septembre : le général Pinochet échappe à un attentat à Santiago, capitale du Chili[28].

- 10 octobre : un tremblement de terre de magnitude 5.5 fait 1 000 victimes à El Salvador[36].
- 11 octobre : entrée en vigueur de la Convention pour la Protection et le Développement de l’Environnement marin de la région de la Grande Caraïbe, dite Convention de Carthagène, seul traité environnemental régional obligatoire[37].
- 22 octobre : adoption du Tax Reform Act aux États-Unis ; après trois semaines de débats au Congrès, la loi a été adoptée par quatre-vingt-dix-sept voix contre trois au Sénat. Les démocrates Ted Kennedy, Al Gore, John Kerry et Joe Biden ont vote « oui »[38].
- 3 novembre : déclenchement de l’Iran-contragate par un article d’un magazine libanais. Reagan est accusé d’avoir autorisé secrètement des livraisons d’armes à l’Iran, d’abord dans l’espoir de nouer des liens avec les iraniens modérés, puis pour obtenir la libération d’otages américains détenus par des groupes libanais[39]. Les profits tirés de ces livraisons ont servi à financer une infrastructure paramilitaire privée mise au point par l’administration pour lui assurer une liberté maximale face au Congrès et en particulier subventionner les contras du Nicaragua en 1984-1985.
- 15 novembre, Brésil : victoire du PMDB, allié au président José Sarney, aux élections[40].
- 28 novembre : création d’un Fonds social d’urgence en Bolivie[41].
- 29 novembre : Massacre de Moïwana. Les forces armées surinamiennes à la recherche du chef rebelle Ronnie Brunswijk tuent des dizaines de civils (principalement des femmes et des enfants) dans son village natal.

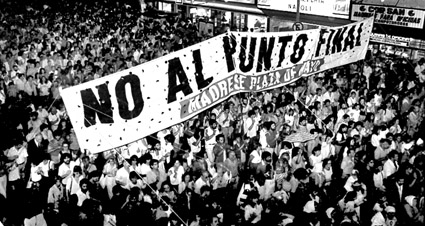
19 décembre : manifestation contre la loi du Point final.

- 2 décembre : le général Ramón Camps, ancien chef de la police de la Province de Buenos Aires, est condamné à 25 ans de prison[42].
- 5 décembre : Raúl Alfonsín déclare que le temps de la réconciliation entre civils et militaires est venu. Le gouvernement argentin, qui se débat dans les difficultés économiques, se montre soucieux de réduire le nombre de procès[33].
- 24 décembre, Argentine : une loi fixe un délai de deux mois pour l’enregistrement des plaintes contre les exactions commises entre 1976 et 1983 (Ley de Punto Final)[43]. La loi a pour conséquence directe de contraindre la justice à se concentrer sur les cas les plus importants et à accélérer les procédures. Plus de 400 militaires et policiers sont inculpés de manière expéditive, ce qui provoque la fureur de l’armée.

### Asie et Pacifique
- 13-24 janvier : une guerre civile au Yémen du Sud fait 10 000 morts[44].

- 15 janvier, guerre du Liban : affrontements entre milices chrétiennes à Beyrouth. Elie Hobeika est expulsé de la direction des Forces libanaises par Samir Geagea et Amine Gemayel ; Hobeika n’est sauvé que par l'intervention de l’armée libanaise du général Michel Aoun qui lui permet de se réfugier en Syrie[46].
- 31 janvier : l’annonce d’une augmentation des prix pétroliers et alimentaires (blé et riz) en Inde soulève une tempête de protestation encouragée par le parti du Congrès lui-même. Le 5 février, le gouvernement annonce que l’augmentation du prix des produits pétroliers, prévue en moyenne de plus de 10 pour cent, doit être réduite de deux cinquièmes (sauf pour le carburant des avions). Des grèves organisées par les partis d’opposition contre l’augmentation des prix alimentaires ont eu lieu les 10 et 11 février à New Delhi, Calcutta et dans d’autres villes du Bengale-Occidental, ce qui entraîne l’arrestation et la détention de plus de 1 000 personnes[47].

- 2 février : le BJP relance l’agitation hindouiste en Inde avec Ayodhya pour objectif. La tradition hindoue prétend que Rāma serait né dans cette ville sur le site d’une mosquée édifiée au XVIe siècle. Cette mosquée est fermée depuis 1950 par décision judiciaire pour empêcher les Hindous d’y pratiquer leurs rites. Le 2 février, les scellés sont levés[48].
- 7 février : cédant à la pression des États-Unis, le dictateur Marcos organise une élection présidentielle anticipée, au cours de laquelle l’opposition est représentée par Corazón Aquino (dite Cory), la veuve de Benigno Aquino, Jr.. Marcos truque le vote et se déclare réélu, mais la population réagit en descendant dans la rue pour soutenir un mouvement de révolte lancée par une section de l’armée. Les militaires loyalistes refusent la confrontation avec la foule et certains membres du gouvernement affirment leur soutien à Cory Aquino (24 février)[49].
- 11 février, guerre Iran-Irak : l’armée iranienne s’empare de Fao, puis décide de mener une grande offensive vers Bassorah[50]. En dépit de multiples attaques, la ville n’est pas prise et l’Iran renonce à ses ambitions militaires en 1987.
- 19 février : la Jordanie renonce au dialogue avec l’OLP, ne pouvant amener celle-ci à abandonner publiquement toute action violente[51].

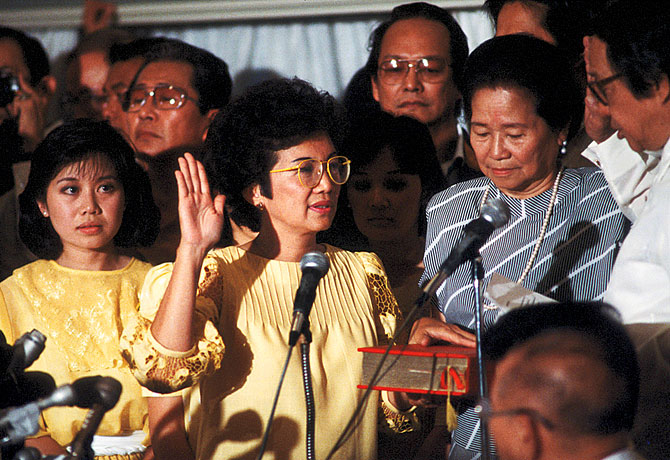
25 février : inauguration de Corazon Aquino.

- 25 février : Cory Aquino prête serment aux Philippines, où la démocratie est rétablie. Capitulant devant la « révolution du pouvoir populaire », Ferdinand Marcos  prend la fuite et s’exile à Hawaii, où il meurt en 1989[49].

- 24 mars : un important contrat de vente d’armes portant sur 410 canons de campagne de 155 mm est passé entre le gouvernement indien et la société suédoise Bofors, à l’origine d’un scandale politique révélé le 16 avril 1987[52].
- 27 mars : attentat de Russell Street contre un commissariat de Melbourne, en Australie[53].

- 3 mai : détournement du vol 334 China Airlines par le pilote Wang Xijue[54].
- 4 mai, Afghanistan : sur l’initiative des Soviétiques, le secrétaire général du parti communiste Babrak Karmal est remplacé par Mohammad Najibullah, chef de la police d’État[55].

- 21 juin - 10 août : mort de treize alpinistes impliqués dans plusieurs tentatives d’ascension du K2[56].

- 27 juillet, Thaïlande : le général Prem Tinsulanonda, après avoir dissous l’Assemblée nationale, organise de nouvelles élections. Son parti l’emporte mais, n’obtenant pas la majorité des voix, il doit reformer un gouvernement de coalition[57] le 5 août.

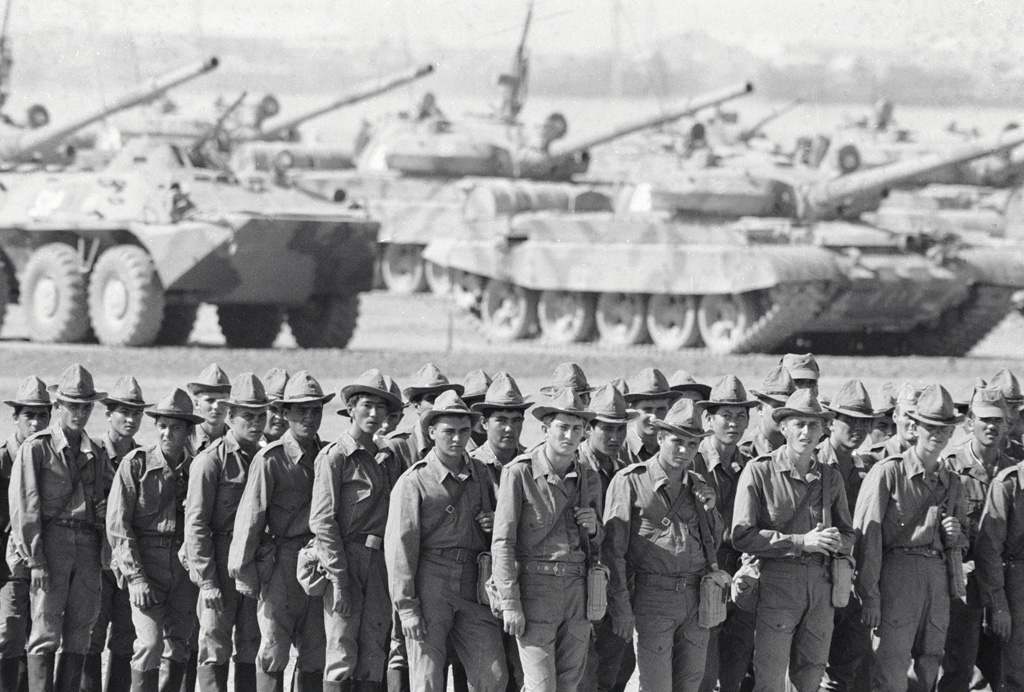
16 octobre : retrait des troupes soviétiques d’Afghanistan.

- 28 juillet : discours de Vladivostok. Gorbatchev annonce qu’il est prêt à entamer des pourparlers sur le retrait d’Afghanistan ; six régiments soviétiques se retirent le 16 octobre[55].

- 5 septembre : quatre pirates de l’air du groupe Abou Nidal s’emparent d’un Boeing 747 de la Pan Am à Karachi (Pakistan) ; l’armée pakistanaise donne l’assaut : 22 morts, une centaine de blessés[58].

- 5 octobre : vote de d’une loi qui prévoit la peine de mort ou la réclusion à perpétuité pour blasphème au Pakistan[59].
- 21 octobre : indépendance des Îles Marshall vis-à-vis des États-Unis[60].
- 22 octobre : remaniement ministériel (le 26e depuis octobre 1984) à la suite de la brouille entre Rajiv Gandhi et son cousin Arun Nehru (en)[61].
- 29 octobre : le président Souphanouvong démissionne et passe le pouvoir au Laos[62]. La situation économique est si catastrophique que le nouveau gouvernement de Kaysone Phomvihane engage une politique de libéralisation économique et de privatisations, pour réduire sa dépendance vis-à-vis du Viêt Nam.

- 16-17 novembre : second sommet de la SAARC à Bangalore[63]. Pour contenter les Tamouls de l’Inde, Rajiv Gandhi demande au président du Sri Lanka Junius Richard Jayawardene de faire de nouvelles propositions aux Tigres (mouvement séparatiste Tamoul au Sri Lanka), qui les rejettent. Leur chef Velupillai Prabhakaran quitte le Tamil Nadu pour se réfugier dans sa forteresse de Jaffna en janvier 1987[48].

- 9-31 décembre, Chine : le spectacle de la corruption, des inégalités, du favoritisme et du clientélisme suscite le mécontentement dans les milieux étudiants. Des manifestations ont lieu à Shanghai et à Pékin[64].
- 15-18 décembre : VIe Congrès du Parti communiste vietnamien[65]. Le secrétaire général du Parti communiste vietnamien Nguyen Van Linh lance le dôi mói, programme de réformes économiques visant à supprimer le système de planification centralisée et à encourager l’entreprise privée (ainsi que les investissements étrangers).
- 17-19 décembre : incident au Kazakhstan ; à Almaty, alors Alma-Ata, la population kazakhe s’insurge contre la nomination d’un non-Kazakh comme premier secrétaire du parti communiste local. Les émeutes font une trentaine de morts[55].

### Europe
- 1er janvier : l’Espagne et le Portugal deviennent membres de la CEE qui compte désormais douze membres[66]. Pour l’application de la PAC, un régime de transition est consenti à partir du 1er mars, pour permettre aux agricultures portugaise (pendant 10 ans) et espagnole (7 ans) de devenir compétitives[67].
- 20 janvier : Margaret Thatcher et François Mitterrand annoncent à Lille la construction  du tunnel sous la Manche[68].

- 12 février : traité de Cantorbéry concernant le tunnel sous la Manche ; il entre en vigueur le 29 juillet 1987 après ratification par les Parlements britannique et français[68].

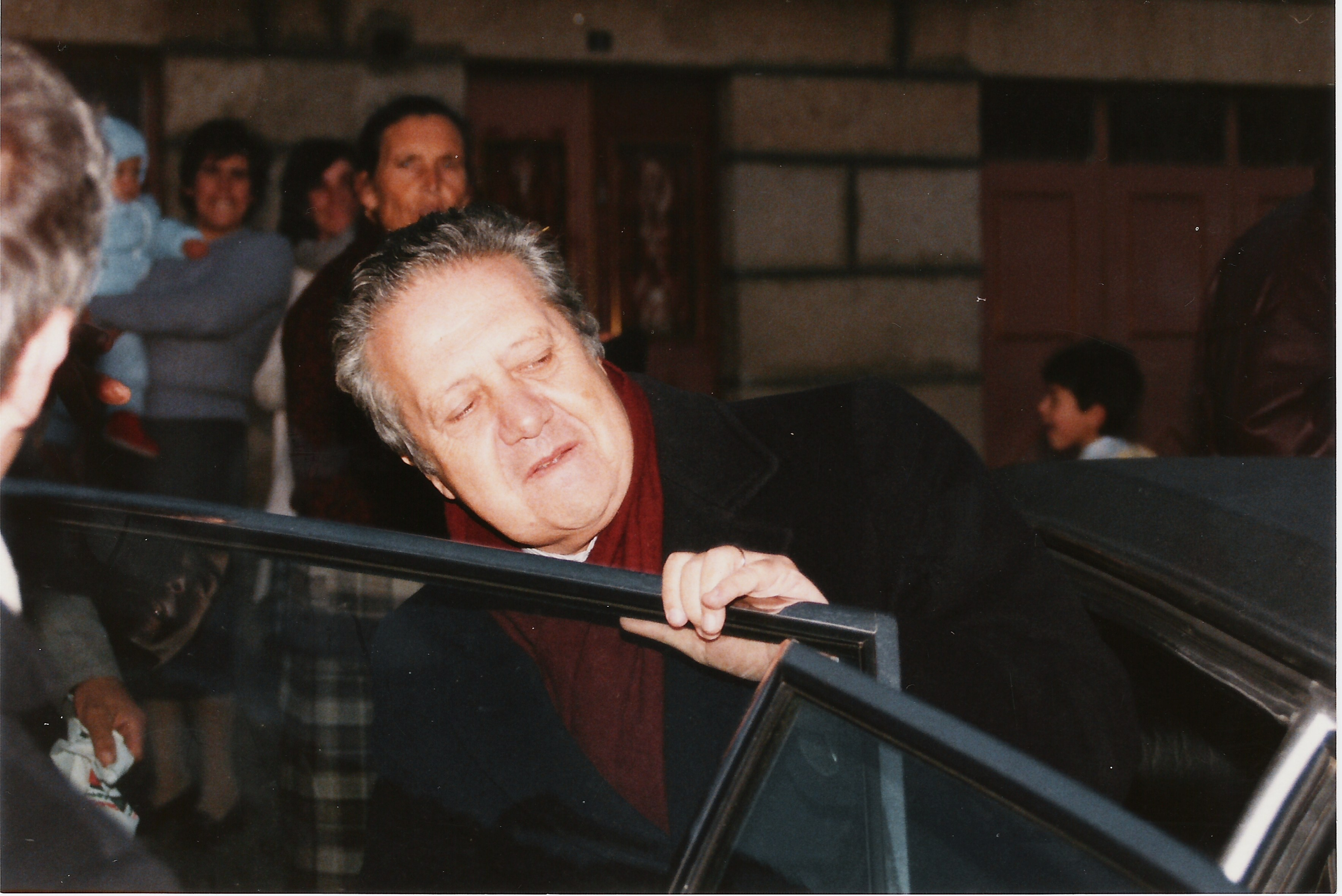
Mário Soares pendant la campagne électorale.

- 16 février : Mário Soares remporte l’élection présidentielle portugaise[69]. Il prend ses fonctions de Président de la République le 9 mars[70].
- 17 et 28 février : signature de l’Acte Unique Européen (le 17 février à Luxembourg par neuf États membres, et le 28 février à La Haye par le Danemark, la Grèce et l’Italie). Il élargit les compétences de la CEE et prépare le Marché unique de 1992[66].
- 25 février - 6 mars : renouvellement des dirigeants soviétiques durant le 27e congrès du parti[71]. 44 % des élus sont des têtes nouvelles, contre 28 % aux élections de 1981. De nombreux conservateurs sont écartés, et les partisans de la glasnost sont nommés à la direction des principaux médias.
- 27 février : référendum au Danemark[72] : 56,2 % des Danois souhaitent rester dans l’Europe malgré un fort courant nationaliste.
- 28 février : assassinat du premier ministre suédois Olof Palme à Stockholm. Le vice-Premier ministre Ingvar Carlsson lui succède et maintient le gouvernement de Palme en promettant de poursuivre la politique de son prédécesseur[73].

- 14 mars : accord de concession du tunnel sous la Manche[68].
- 16 mars : élections législatives françaises. Première cohabitation[74].
- 22 mars : le Vatican publie une Instruction sur la liberté chrétienne et la libération, où le recours des opprimés à la résistance dans des situations extrêmes n’est pas exclu[75].
- 31 mars : le château historique de Hampton Court à Londres est endommagé par un incendie[76].

- 2 avril : un rapport d’Amnesty International fait état d’une centaine de morts et de 250 personnes déportées en Bulgarie[77]. La politique de bulgarisation (dite « processus de régénération ») mise en œuvre depuis 1984 se heurte à l’hostilité des populations. Des manifestations violentes sont durement réprimées faisant plus de cent morts dans l’ensemble du pays. Les minorités turques, arméniennes, juives, grecques, roumaines et tziganes composent en tout 15 % de la population du pays. Le parti communiste bulgare refuse l’existence d’une forte communauté turque qu’il perçoit comme une grave menace, les considérants comme une « 5e colonne » dans le tissu social du pays, prenant comme référence l’occupation d’une partie de l’île de Chypre par les troupes turques en 1974 pour soutenir la population chypriote turque.
- 5 avril : un attentat terroriste dans une discothèque de Berlin-Ouest fait 3 morts, dont deux militaires américains, et 229 blessés (dont 79 américains) ; en réplique, les États-Unis bombardent la Libye impliquée dans l’attentat[78].
- 13 avril : le pape Jean-Paul II effectue une visite historique à la Grande synagogue de Rome ; c’est depuis Pierre la première visite d’un pape dans une synagogue[79].
- 20 avril : concert à Moscou du pianiste Vladimir Horowitz après 61 ans d’exil[80].
- 26 avril : explosion de la centrale nucléaire de Tchernobyl, en URSS. Elle fait 32 morts et 197 victimes hospitalisées (irradiées) d’après les autorités ; 100 000 personnes sont évacuées, 4 000 sont victimes de cancers de la thyroïde (selon l’OMS et l’AIEA)[81].

- 29 mai : le drapeau européen, adopté à l’invitation du Conseil de l’Europe par les Communautés européennes, est hissé pour la première fois à Bruxelles sur la musique de l’hymne européen[66].

- 8 juin :
  - Kurt Waldheim, ancien officier de la Wehrmacht, est élu président de la République en Autriche avec 53,9 % des suffrages[82].
  - le Front national de la RDA remporte les élections législatives est-allemandes avec 99,94 % des suffrages[83].
- 9 juin : Seat est vendue à Volkswagen[84].
- 22 juin : victoire des socialistes de Felipe González aux élections générales espagnoles[85].

- 1er juillet : début de la présidence britannique du Conseil des Communautés européennes[86].
- 23 juillet : mariage du prince Andrew du Royaume-Uni et de Sarah Ferguson

- 9 août : Queen joue son dernier concert au Festival de Knebworth avec Freddie Mercury.

- 11 et 30 septembre : annonce de la libération des prisonniers politiques polonais[87].

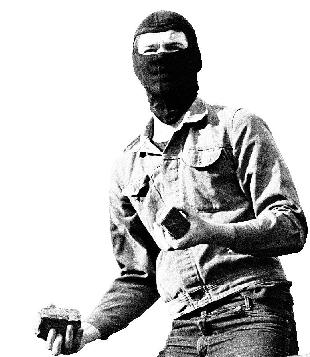
Plutôt mourir debout que vivre à genoux ! (devise des squatters de Ryesgade).

- 14-22 septembre : bataille de Ryesgade ; combats de rue à Copenhague entre la police et la communauté de squatteurs en conflit avec la municipalité[88].
- 17 septembre : attentat de la rue de Rennes à Paris[89].
- 22 septembre : fin de la CDE (conférence sur le désarmement en Europe) de Stockholm, accord entre les 35 pays[90].
- 24 septembre : publication d’un Mémorandum de l’Académie serbe des sciences et des arts en Yougoslavie[91]. Il critique le monopole de la Ligue des communistes de Yougoslavie et exige des réformes libérales ; lors de leur congrès d’octobre 1986, les journalistes slovénes sont dispensés d’adhérer au marxisme-léninisme[92]. L’armée yougoslave, dominée par les Serbes, voit cette évolution d’un mauvais œil.

- 4 octobre : inauguration du barrage de l’Escaut oriental (Oosterscheldekering) par la reine Beatrix des Pays-Bas[93].
- 27 octobre : Big Bang à la bourse de Londres[94].

- 1er novembre, Suisse : catastrophe de Schweizerhalle. L’incendie de l’usine Sandoz à Bâle provoque une grande pollution du Rhin[95].
- 4 novembre : ouverture de la troisième réunion sur les suites de la Conférence sur la sécurité et la coopération en Europe (CSCE) à Vienne (fin le 19 janvier 1989)[96].
- 23 novembre : élections législatives autrichiennes. Le social-démocrate Franz Vranitzky forme un gouvernement de grande coalition avec les conservateurs[97].

- 6 décembre, France : affaire Malik Oussekine[98]. Sortie de Gang, 35e album de Johnny Hallyday.
- 11 décembre : décret (loi) instituant Namur capitale de la Région wallonne en Belgique[99].
- 19 décembre, Union soviétique : Andrei Sakharov et Elena Bonner rentrent de leur exil intérieur à Gorki[87].

## Naissances en 1986
- 3 juin: Mariam Soré, styliste burkinabè.
- 23 novembre: Handgod Abraham, poète et opérateur culturel haïtien.

## Décès en 1986

Coluche.

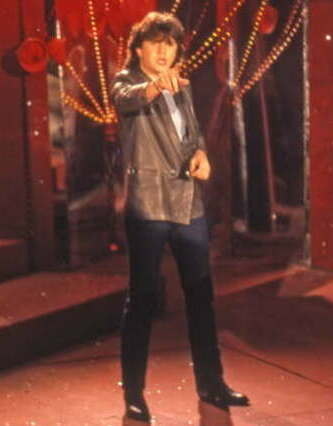
Daniel Balavoine

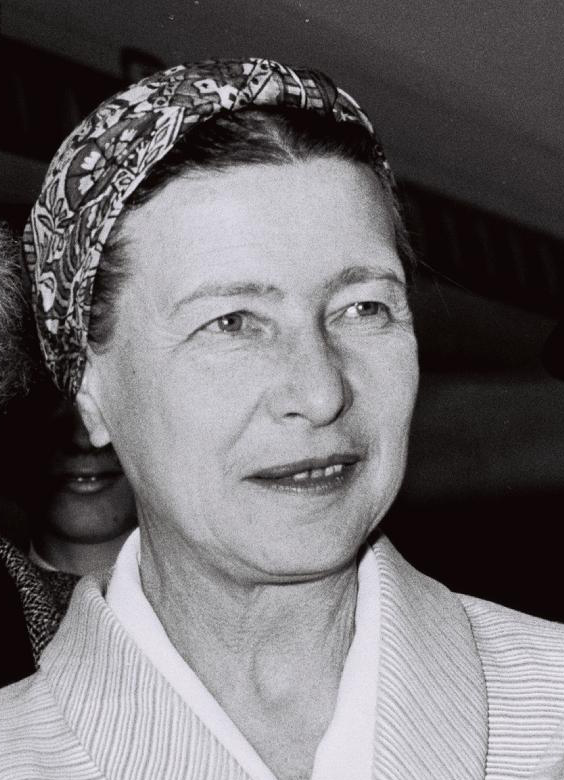
Simone de Beauvoir

Personnalités majeures décédées en 1986
- 14 janvier : Daniel Balavoine (chanteur français)
- 30 mars : James Cagney (acteur américain)
- 14 avril : Simone de Beauvoir (écrivaine française)
- 15 avril : Jean Genet (écrivain français)
- 17 avril : Marcel Dassault (constructeur d'avions français)
- 23 avril : Otto Preminger (cinéaste américain d'origine autrichienne)
- 7 mai: Gaston Defferre (homme politique français)
- 13 juin : Benny Goodman (clarinettiste et chef d'orchestre de jazz américain)
- 14 juin : Jorge Luis Borges (écrivain argentin)
- 19 juin : Coluche (humoriste et acteur français)
- 25 juillet : Vincente Minnelli (cinéaste américain)
- 31 août : Henry Moore (sculpteur britannique)
- 8 novembre : Viatcheslav Molotov (homme politique soviétique)
- 13 novembre : Thierry Le Luron (humoriste et imitateur français)
- 29 novembre : Cary Grant (acteur américain)
- 15 décembre : Serge Lifar (danseur et chorégraphe français d'origine russe)
- 29 décembre : Harold Macmillan (homme politique britannique)